# Черняховськ (аеродром)
Черняховськ — військовий аеродром в Калінінградській області РФ розташований за 4 км на південний захід від міста Черняховськ. На аеродромі базується 4-й гвардійський морський штурмовий авіаційний полк 34-ї змішаної авіадивізії Балтійського флоту, який використовує літаки Су-30СМ та Су-24М.

## Історія

### Аеродром Інстербург
В 1928 поблизу Інстербурга (нинішнє місто Черняховськ) був створений цивільний аеродром. У 1936 році цивільний аеродром був відданий Люфтваффе, на його місці створений військовий аеродром Інстербург (нім. Fliegerhorst Insterburg) та авіабаза. Військові польоти офіційно розпочалися з переїздом штабу авіабази 1 жовтня 1936 року. З жовтня 1936 року тут дислокувалася 111-а розвідувальна група.
1 листопада 1938 року на аеродромі Інстербург було сформовано 1-шу групу ескадри пікіруючих бомбардувальників № 160 (I./StG160). Група мала у складі 3 бомбардувальні ескадрильї (нім. Staffel).
1 травня 1939 на її основі була сформована 1-а група ескадри пікіруючих бомбардувальників № 1 (Gruppe I./StG1) (нім. Sturzkampfgeschwader 1). Група також мала у складі 3 бомбардувальні ескадрильї. На озброєнні ескадри були Junkers Ju 87.

### Радянський військовий аеродром
22 січня 1945 року під час Східно-Прусської операції радянські війська зайняли аеродром Інстербург. З 1945 аеродром Інстербург почав використовуватися радянськими ВПС.
7 вересня 1946 року Указом Президії Верховної Ради РРФСР місто Інстербург було перейменовано на Черняховськ. Слідом за містом перейменували і аеродром.
4-й гвардійський морський штурмовий авіаційний полк (ГМШАП) був сформований на аеродромі Смоленськ в 1938 (до 1947 він називався 31-й швидкісний бомбардувальний авіаполк), брав участь у німецько-радянській війні, визволяв Новгород і штурмував Кенігсберг. З 1947 полк передислокували в Калінінградську область, а в 1952 на аеродром Черняховськ. Тут він і базувався до розформування 2009, тимчасово він був 7052-ю базою авіації, але у 2017 полк було відновлено. Оновленому полку повернули повне ім'я — «4-й Гвардійський морський штурмовий Новгородсько-Клайпедський, Червонопрапорний авіаполк імені маршала авіації І. І. Борзова».
У 2016 почалось переозброєння з Су-24 на Су-30СМ.
До 2018 року на аеродромі тимчасово знаходилась 72-а авіабаза авіації Балтійського флоту, яка була перебазована на відновлений аеродром Чкаловськ.

## Катастрофи та інциденти
- 30 липня 2006 літак Су-24М зазнав аварії при зльоті з аеродрому Черняховськ. Обидва пілоти, полковник Пошеховцев та підполковник Сєдов — загинули, не встигнувши катапультуватися[8][9].

- 10 жовтня 2017 на авіабазі Хмеймім в Сирії розбився бомбардувальник Су-24М з Черняховська, загинули командир капітан Юрій Медведков і штурман капітан Юрій Копилов[5].

- 12 серпня 2023 двомісний винищувач Су-30 Балтійського флоту зазнав аварії під час польоту біля села Вершиніно, недалеко від Черняховська, де якраз проходив святковий збір мисливців та рибалок просто неба. Після кількох низьких проходів над глядачами, літак втратив висоту та врізався в землю. Екіпаж загинув. За даними Західного військового округу РФ, винищувач виконував навчально-тренувальний політ[10][11]